# Кэмпбелл, Джон (музыкант)
Джон Стивен Кэмпбелл (англ. John Steven Campbell, родился 30 сентября 1972 года) — американский музыкант, известен как бас-гитарист и один из основателей грув-метал-группы Lamb of God.
Окончил военную школу Фишбурна. В отличие от других басистов, играющих на четырёх- и пятиструнных бас-гитарах, Кэмпбелл некоторое время играл на модифицированной трёхструнной бас-гитаре модели Guild Pilot. Как и ударник Lamb of God Крис Адлер, Кэмпбелл — вегетарианец.

## Дискография

### Burn the Priest
- Sevens and More (1998, mp3.com)
- Burn the Priest (1999, Legion Records)

### Lamb of God
- New American Gospel (2000, Prosthetic Records)
- As the Palaces Burn (2003, Prosthetic Records)
- Ashes of the Wake (2004, Epic Records)
- Sacrament (2006, Epic Records)
- Wrath (2009, Roadrunner records)
- Resolution (2012, Roadrunner Records/Epic Records)
- VII: Sturm und Drang (2015, Epic Records)
- Lamb of God (2020, Epic Records, Nuclear Blast)
- Omens (2022, Epic Records, Nuclear Blast)